# Niwy (przystanek kolejowy)
Niwy (biał. Нівы, ros. Нивы) – przystanek kolejowy w pobliżu miejscowości Niwy, w rejonie żłobińskim, w obwodzie homelskim, na Białorusi. Położony jest na linii Żłobin - Mozyrz - Korosteń.